# Mordella subapicalis
Mordella subapicalis là một loài bọ cánh cứng trong họ Mordellidae. Loài này được Píc miêu tả khoa học năm 1936.